# Via Flávia
A via Flávia (em latim: Via Flavia) era uma antiga estrada romana que ligava Trieste (antiga Tergeste) à Dalmácia, atravessando a costa da Ístria. Foi construído durante o reinado do imperador Vespasiano, em 78/79 d.C.
Depois de Trieste, cruzou o Rižana, o Dragonja / Dragogna (Timavo) e na Ponte Porton, o maior rio da Ístria, o Mirna / Quieto (Ningo). Em seguida, alcançou o Limski Kanal / Canale Leme (Limes), Dvigrad Due Castelli, Bale (Valle), Vodnjan (Dignano) e Pula / Pola (Pola), após o qual virou para Visače (Nesáccio), alcançando o Raša / Arsa (rio Ársia).